# Sociabilité
La sociabilité est la capacité d'un individu ou d'un groupe d'individus à évoluer en société, et à pénétrer au sein de nouveaux réseaux sociaux. Souvent déterminée par le capital social de l'agent considéré, elle est mesurée par la sociologie à l'aide d'outils sociométriques avant d'être modélisée grâce à des méthodes sociographiques telles que le sociogramme.
En pratique, elle peut prendre de multiples formes, telles que la capacité à tenir une conversation, à respecter une étiquette, la norme sociale, ou à ménager la face des interlocuteurs[à définir]. Elle se développe notamment par la socialisation. L’amitié entre filles, par exemple, joue un rôle important dans la sociabilité enfantine, comme l’ont montré Dominique Golay et Dominique Malatesta. Sur les règles de sociabilité, voir l'article Georg Simmel.

## Histoire
Dans la théorie de l’animal politique développée dans Politique, Aristote décrit l'être humain comme naturellement enclin à la sociabilité.
À l'époque des Lumières, la sociabilité a fait l'objet d'un désaccord entre Denis Diderot et Jean-Jacques Rousseau, au sujet de l'article « Droit naturel » de l'Encyclopédie (1755). Diderot soutenait une sociabilité naturelle de l'homme, tandis que pour Rousseau, l'homme vivait isolé à l'état de nature. Voulant éviter la polémique, Rousseau a supprimé le chapitre « La société générale du genre humain » de la première version du Contrat social, dite « Manuscrit de Genève », qui ne fut publié qu'à la fin du XIXe siècle.

## Notions contraires
- asocial : Qui n'est pas sociable[3].
- insociable : Se dit d’une personne non intégrée dans une société[4].
- Antisocial : indifférent vis-à-vis des normes sociales, des émotions d'autrui